# Kikwit
Pour les articles homonymes, voir Makal.
Kikwit (anciennement, Makaku, Makal et Poto-Poto) est la ville principale de la province du Kwilu en république démocratique du Congo, située sur la rivière Kwilu. La ville est reliée à Kinshasa par la route nationale 1 à l'Ouest, et aux deux Kasaï à l'Est. Cette ville est considérée comme une pépinière de l'intelligentsia congolaise.

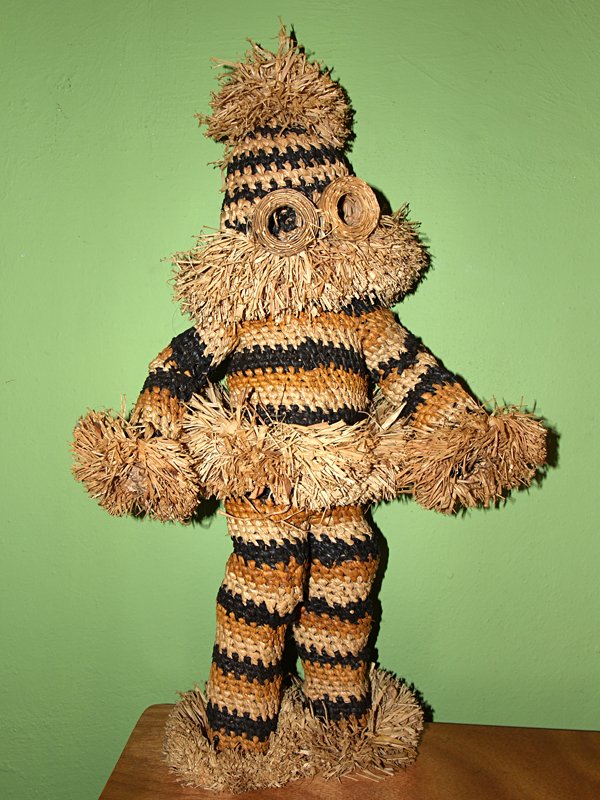
Le danseur Munganji est au cœur des cérémonies de danse Pende. La combinaison intégrale est tissée à partir de fil de raphia.

## Géographie
Située dans sa majeure partie sur la rive gauche de la rivière Kwilu, la ville est traversée par la route nationale 1 à 512 km à l'est de la capitale Kinshasa.

## Histoire
La ville fut à l'origine un dépôt portuaire de l'État indépendant du Congo pour l'acheminement du caoutchouc et de l'ivoire.
Une fois l'État devenu colonie belge, la Belgique y aménagea une cité européenne et une cité indigène. La cité indigène comptait déjà 600 travailleurs d'usines et d'administration en 1910. Les ouvriers africains provenaient de différentes ethnies et étaient déportés et obligés de vivre dans la ville[réf. nécessaire].
En 1920, cette cité est nommée Makaku ou Makal. En 1937, elle est rebaptisée Poto-Poto et devient un centre extra-coutumier.
La croissance de Kikwit est surtout due à la population européenne durant la période coloniale[réf. nécessaire]. Située entre Léopoldville (Kinshasa) et le district du Kwango, et en plein centre de la province, la ville est le relais obligé, un poste d'État, un centre de dispersion du courrier et du carburant et un centre de concentration d'huile de palme y sont ouverts dès 1911. En 1923 plusieurs établissements commerciaux s'installent dans la ville et profitent de la situation géographique de celle-ci. En 1928, l'École du travail est ouverte, suivie par l'École de moniteur en 1930. En 1940, la ville devient un centre d'opération bancaire avec l'ouverture d'une succursale de la Banque du Congo Belge. À la fin de la Seconde Guerre mondiale, la population blanche de la ville se plaint de la proximité de la cité africaine[réf. souhaitée] et le nouveau flux d'Européens poussent l'administration à aménager deux nouvelles zones d'habitations. La cité africaine de Poto-Poto est déplacée vers Wenze en 1946 et « Bruxelles » en 1948.
Elle est de 1935 à 1966 le chef-lieu de la l'ancienne province de Bandundu.
En 1995, la ville dut faire face à une grave épidémie de maladie à virus Ebola.

## Démographie
| 1943  | 1950  | 1970    | 2004    |
| ----- | ----- | ------- | ------- |
| 3 675 | 8 588 | 100 000 | 294 210 |

## Communes
Kikwit obtient son statut de ville, divisée en communes par l'ordonnance loi 095/70 du 15 mars 1970.
Elle compte 4 communes et 19 quartiers :
| Commune  | Population (2003) | Superf. (km2) | Quartiers (nbre) | Noms des quartiers                                     |
| -------- | ----------------- | ------------- | ---------------- | ------------------------------------------------------ |
| Kazamba  | 112 365           | 36            | 4                | Fac • Inga • Lwano • 30 juin                           |
| Lukemi   | 166 649           | 18            | 6                | Etac • Misengi • Ndangu • Ngulunzamba • Nzundu • Wenze |
| Lukolela | 87 693            | 18            | 4                | Bongisa • Lunia • Mudikwit • Yonsi                     |
| Nzinda   | 137 029           | 20            | 5                | Bruxelles • Kimwanga • Lumbi • Ndeke-Zulu • Sankuru    |
| Kikwit   | 503 536           | 92            | 19               |                                                        |

## Environnement
La ville de Kikwit est caractérisée par beaucoup de têtes d'érosions[Quoi ?] au vu de la dégradation de son environnement.

## Société
Avec sa cathédrale Saint François-Xavier, la ville est le siège du diocèse catholique de Kikwit. Erigé en 1959, il dépend de l'archidiocèse de Kinshasa. La ville compte plusieurs paroisses catholiques, Sacré-Cœur fondée en 1921, Saint François-Xavier fondée en 1930, Sainte Marie fondée en 1961, Saint André Kaggwa fondée en 1963, Saint Pierre et Saint Joseph fondées en 1971; Saint Sauveur et Saint Murumba fondées en 1978, Saint Esprit (1979), Sainte Monique (1988), Saint Charles Lwanga (1992), Saint Paul fondée en 1996.

## Radios
Plusieurs radios émettent à partir de Kikwit : Radio Tomisa radio diocésaine, Radio Sango Malamu ,Radio Télévision Venus , RADIO KIKWIT 88.5FM,RCMI RADIO MUSULMANE radio Mwinda, radio Masonga, Rtnc, Rt vea, radio kiyoki, radio liberté ... ainsi que Radio Okapi.

## Personnalités liées à la ville
- Fernand Allard (1878-1947), missionnaire belge, y travailla entre 1921 et 1925.
- Jacques Delaere (1898-1977), missionnaire jésuite belge et enseignant de langue anglaise, y travailla entre 1931 et 1977.
- King Kester Emeneya (1956-2013), musicien, y est né
- Alex Kabinda Ngoy (1972-) - Jusriste et homme politique y est né.